# Şövkət Ələkbərova
Şövkət Feyzulla qızı Ələkbərova (ur. 10 października 1922 w Baku, zm. 7 lutego 1993 w Baku) – azerska piosenkarka.

## Życiorys
Była trzecim dzieckiem Feyzully i Hökumy Ələkbərov. Jej matka była zawodowym muzykiem (grała na tarze). Od dzieciństwa Şövkət uczyła się grać na instrumencie smyczkowym o nazwie kiamancza. W 1937 wystąpiła w konkursie dla młodych śpiewaków amatorów Azerbejdżanu i znalazła się w ścisłym finale. Jej talent zwrócił uwagę kompozytora Üzeyira Hacıbəyova, dzięki któremu rozpoczęła występy w Azerskim Teatrze Opery i Baletu w Baku, a następnie w Azerskim Chórze Państwowym. Tam też rozpoczęła karierę zawodowej piosenkarki. Śpiewała głównie azerskie pieśni ludowe.
W czasie II wojny światowej śpiewała pieśni patriotyczne dla rannych żołnierzy w szpitalach i na koncertach organizowanych przez jednostki wojskowe. Po zakończeniu wojny pracowała w Azerskim Państwowym Towarzystwie Filharmonicznym i nadal występowała na scenie. Koncertowała nie tylko na scenach rodzimych, odwiedziła ponad 20 krajów, w Azji, Europie i Afryce. Śpiewała w języku azerskim, ale także arabskim, perskim i tureckim. Pogarszający się stan zdrowia spowodował, że w 1990 wyjechała do Niemiec, gdzie leczyła się i śpiewała dla azerskich emigrantów.
Była dwukrotnie zamężna. Po rozwodzie z pierwszym mężem, w 1955 wyszła za reżysera filmowego Lətifa Səfərova, który w 1963 popełnił samobójstwo. Miała dwoje dzieci (Natellę i Bəşira).